# Corticaria hierroensis
Corticaria hierroensis es una especie de coleóptero de la familia Latridiidae.

## Distribución geográfica
Habita en las islas Canarias (España).